# ناتاشا راستوغي
ناتاشا راستوغي (الاسم عند الولادة: ناتاشا خانا) هي ممثلة ومخرجة هندية.
بدأت مسيرتها الفنية بالظهور في فيلم "Monsoon Wedding" (زفاف الموسم) بدور سونا فيرما، من إخراج ميرا ناير، الذي حصل على جائزة الأسد الذهبي وترشح لجائزة غولدن غلوب. أدت ناتاشا العديد من الأدوار على المسرح والشاشة. حصلت على جائزة أفضل ممثلة في جوائز التميز المسرحي "ماهيندرا" لعام 2007 عن دورها في مسرحية "ناتي بينوديني" من إخراج أمل ألانا.
ظهرت في فيلم "Do Dooni Chaar" بدور سلمى عام 2010. كما شاركت في المسلسل التلفزيوني "Gulaal" بدور بانبا.

## وصلات خارجية
- ناتاشا راستوغي على موقع IMDb (الإنجليزية)
- ناتاشا راستوغي على موقع ألو سيني (الفرنسية)
- ناتاشا راستوغي على موقع قاعدة بيانات الفيلم (الإنجليزية)
- ناتاشا راستوغي على موقع كينوبويسك (الروسية)